# Loris Malaguzzi
Loris Malaguzzi (Correggio, 23 de fevereiro de 1920 - Reggio Emilia, 30 de janeiro de 1994) foi um pedagogo e professor italiano.

## Biografia
Em 1940, depois de se formar em Pedagogia na Universidade de Urbino, começou a dar aulas nas escolas primárias da região. Foi assim até o fim da Segunda Guerra, quando se mudou para Reggio Emilia, em abril de 1945, ao se juntar a um ambicioso projeto de um grupo de pessoas comuns de origem camponesa e operária que, em uma pequena aldeia rural perto de Reggio Emilia, decidiu construir e administrar uma escola para crianças.
Ao pedalar até o local onde famílias construíam uma escola, em 1946, encontrou duas mulheres martelando de forma obstinada o cimento velho dos tijolos retirados de casas bombardeadas. Malaguzzi pôde confirmar que, de fato, construía-se uma escola com as sobras da guerra – e sem interferência de engenheiros, governantes ou burocratas.
As ferramentas usadas pelas mulheres, fazendeiros e trabalhadores voluntários (os homens iam à obra somente à noite e aos sábados) foram adquiridas com a venda de seis cavalos, três caminhões e um tanque de guerra abandonado pelos alemães. A terra foi doada por um fazendeiro; a areia vinha do rio.
Malaguzzi nunca mais foi embora de Reggio Emilia. Como a “escola do tanque”, outras sete foram criadas e administradas pelos pais nas imediações da cidade, especialmente em bairros pobres. Nesse período, algumas acabaram sucumbido por falta de experiência dos “gestores”.
Então Loris Malaguzzi abandonou o emprego de professor, passou uma temporada em Roma e em 1950, ao regressar do curso de Psicologia que frequentou na cidade no Conselho Nacional de Investigação, passou a trabalhar como psicólogo na Consultoria Médica Psicopedagógica Municipal de Reggio Emilia para crianças em dificuldade. Assim, começou a trabalhar em paralelo no centro e nas escolas autogestionárias, retomando a docência.

## Reggio Emilia
O vínculo com Reggio Emilia se fortaleceu ainda mais quando Malaguzzi percebeu que muitas crianças tinham dificuldade com a língua (falavam dialetos locais, em vez de italiano) e que os professores, ensinados em colégios católicos, tinham ideias amplas e conservadoras.
Malaguzzi e os demais professores convocaram uma reunião com os pais para pedir sugestões. Na ocasião, concluiu-se que “tudo sobre as crianças e para as crianças somente pode ser aprendido com as crianças”. Vem daí a ideia de que Reggio Emilia é uma abordagem baseada na coletividade e na ideia de que as crianças são capazes de conduzir a própria aprendizagem.
A abordagem Reggio Emilia combina princípios como protagonismo infantil, pedagogia da escuta, pensamento crítico, arte e documentação. A primeira escola infantil com base nesse conceito foi criada em 1963, ao se organizar uma rede de serviços educacionais que incluía a abertura dos primeiros jardins de infância para crianças de 3 a 6 anos. Este é um marco importante; pela primeira vez na Itália as pessoas afirmam seu direito de fundar uma escola secular para crianças pequenas, lembra Malaguzzi: “uma vez por semana levávamos a escola para a cidade. Literalmente, carregávamos nós mesmos, as crianças e nossos instrumentos de trabalho em um caminhão. Organizamos exposições ao ar livre, em parques públicos ou no alpendre do teatro municipal. As crianças estavam contentes. As pessoas olhavam; ficavam surpreendidas e faziam perguntas ”
Em 1970 a primeira creche, para crianças de 3 meses a 3 anos, foi inaugurada pela Prefeitura para atender a solicitação de mães trabalhadoras.
Em 1971 Malaguzzi editou o primeiro texto secular reservado aos professores, a saber "Experiências para um novo jardim de infância - Atas do seminário de estudos realizado em Reggio Emilia em 18-19-20 de março de 1971" que contém toda a experiência das escolas de que Loris é um consultor.
Seguiram-se convenções nas quais Malaguzzi foi palestrante e em 1976 foi contratado para dirigir a revista mensal “Zerosei”.
Em 1980 fundou o Grupo Nacional de Creche e Infância em Reggio Emilia.
Em dezembro de 1991, a revista americana Newsweek nomeia o jardim de infância Diana, localizado dentro dos jardins públicos de Reggio Emilia, como a instituição para a primeira infância mais avançada do mundo, despertando enorme interesse nos Estados Unidos e no resto do mundo.
Este reconhecimento foi seguido em 1992 pelo prestigioso Prêmio Lego (Dinamarca), enquanto em 1993 ele recebeu o Prêmio Kohl em Chicago.
De lá para cá, centenas de creches e escolas infantis da Itália e de outros países adaptaram o modelo. Atualmente, mais de 5 mil educadores visitam Reggio Emilia todos os anos para conhecerem detalhes da abordagem que virou referência mundial.

## Ideias
Malaguzzi acredita firmemente que o que as crianças aprendem não deriva automaticamente de uma relação linear de causa-efeito entre processos de ensino e resultados, mas em grande parte o trabalho das próprias crianças, suas atividades e o uso dos recursos de que dispõem.
As crianças sempre desempenham um papel ativo na construção e aquisição de conhecimento e compreensão. Aprender é, portanto, definitivamente um processo autoconstrutivo.
A escola é comparada a um canteiro de obras, a um laboratório permanente em que os processos de pesquisa de crianças e adultos estão fortemente interligados, vivendo e evoluindo cotidianamente.
O objetivo principal é, portanto, criar uma escola adorável onde crianças, famílias e professores sejam felizes, onde o objetivo do ensino não seja produzir aprendizagem, mas produzir condições de aprendizagem.
Nas escolas de Malaguzzi grande atenção é dada ao sentido estético, pois há a convicção de que também existe uma estética do saber: a tese é que no empreendimento de aprender e compreender sempre há, conscientemente ou não, uma esperança de que o que queremos seremos capazes de alcançar, assim, gostaremos e agradaremos aos outros.
Malaguzzi introduziu o ateliê na escola: se pudesse, teria substituído a tipologia antiga por uma escola feita de ateliês e laboratórios, lugares onde as mãos das crianças, fazendo, brincando, poderiam conversar com a mente como é nas leis biológicas e evolucionárias.
Malaguzzi pode ser considerado um "movimentista pedagógico": ele observava as crianças diariamente, comparava seus conhecimentos e teorias com crianças reais, ou seja, que brincam, aprendem, trabalham e se desenvolvem. Ele lutava para obter a extensão dos serviços, a qualificação do trabalho pedagógico.
As ideias de Loris Malaguzzi podem ser resumidas lembrando que ele privilegiou:
- Atenção primária à criança e não ao assunto a ser ensinado,
- Transversalidade cultural e não conhecimento dividido em setores,
- o projeto e não a programação,
- o processo e não apenas o produto final,
- observação e documentação de processos individuais e de grupo,
- comparação e discussão como algumas das estratégias vencedoras de treinamento,
- autoformação de professores.

Malaguzzi disse: “... as crianças constroem sua própria inteligência. Os adultos devem proporcionar-lhes atividades e contexto e, acima de tudo, devem saber ouvir”.

## Obras
- 1971: Experiências para um novo jardim de infância - Anais do seminário de estudos realizado em Reggio Emilia em 18-19-20 de março de 1971, editado por Loris Malaguzzi, Editora Riuniti
- 1976: Grupo editorial Zerosei Fabbri, (substituído pelo mensal Bambini)
- 1995: As cem línguas das crianças, edições júnior
- 1995: Viajando com os direitos de meninas e meninos, Edições Reggio Children[1]

## Legado
Considerado um dos maiores educadores do século XX, seu trabalho ainda não é tão valorizado fora da Itália quanto deveria. Ao menos essa é a visão de Peter Moss, pesquisador infantil e professor da University College London.
Em uma entrevista, Moss compartilhou que Malaguzzi “falava com professores ou assistentes [da mesma forma]. Para ele, era muito claro que não deve existir hierarquia. Todos precisam ser parte da docência e realizar um trabalho cooperativo”.
“As pessoas que conheceram Malaguzzi lembram vividamente dele, de como falava sobre o que estava lendo, as novas teorias e suas complexidades”, relembra Moss. “Depois perguntava o que fazer com isso e que projetos poderiam ser feitos. Ele retoma a ideia de experimentação.”
Loris Malaguzzi morreu em 1994, aos 74 anos, vítima de infarto. Seu legado, porém, permanece. No mesmo ano foi fundado o "Reggio Children", um centro internacional para a defesa e desenvolvimento dos direitos e potencial das crianças.
Em 9 de fevereiro de 2001, o Presidente da República, Carlo Azeglio Ciampi, concedeu-lhe a medalha de ouro em memória do "mérito da escola, da cultura e da arte".